# Sphaerodes compressa
Sphaerodes compressa är en svampart som först beskrevs av Udagawa & Cain, och fick sitt nu gällande namn av P.F. Cannon & D. Hawksw. 1982. Sphaerodes compressa ingår i släktet Sphaerodes och familjen Ceratostomataceae.   Inga underarter finns listade i Catalogue of Life.